# Lo scrigno delle sette perle
Lo scrigno delle sette perle (Melody Time) è un film d'animazione del 1948 diretto da Clyde Geronimi, Wilfred Jackson, Hamilton Luske e Jack Kinney. È prodotto da Walt Disney e distribuito nei cinema americani da RKO Radio Pictures il 27 maggio 1948. Composto da diverse sequenze impostate su popular music e musica folk, il film è, come Musica maestro prima di esso, la versione popular music di Fantasia (film ambizioso ma delusione commerciale). Anche Lo scrigno delle sette perle, che non esibiva le realizzazioni artistiche di Fantasia, ebbe un successo modesto. È il 10º Classico Disney, e il quinto film collettivo dopo Saludos Amigos, I tre caballeros, Musica maestro e Bongo e i tre avventurieri.
In alcune locandine e sulla copertina della prima edizione VHS italiana, il film era intitolato Lo scrigno delle 7 perle.

## Trama
Lo scrigno delle sette perle ha sette segmenti.

### Episodi

#### Once Upon a Wintertime
Nel primo segmento diretto dall'ottimo Hamilton Luske, con una storia scritta da Art Scott e Mary Blair, Frances Langford canta la canzone del titolo, che parla di due giovani e romantici amanti durante l'inverno. La coppia pattina su un lago ghiacciato insieme a una coppia di conigli, finché ad un certo punto il ghiaccio si rompe. La ragazza e la coniglietta rischiano di cadere giù da una cascata, ma vengono salvate grazie all'intervento congiunto di due scoiattoli, di due uccellini e dei due cavalli che trainavano la carrozza con la quale i giovani amanti sono giunti al lago. I cavalli hanno i loro fidanzati, i cavalli blu.

#### Bumble Boogie
Questo segmento di Jack Kinney ed Hamilton Luske evoca la battaglia surreale di un calabrone solitario che cerca di respingere una frenesia visiva e musicale. La musica, di Freddy Martin e della sua orchestra (con Jack Fina al pianoforte) era una variazione swing-jazz del Volo del calabrone di Rimsky-Korsakov, uno dei tanti pezzi presi in considerazione per Fantasia.

#### Johnny Semedimela
Una rivisitazione della storia di John Chapman diretta da Wilfred Jackson (scritto da Winston Hibler, Joe Rinaldi, Ed Penner e Jesse Marsh), che trascorse gran parte della sua vita vagando per l'America centro-occidentale (principalmente Illinois e Indiana), ai tempi dei pionieri piantando alberi di mele. Dennis Day (sostituito nell'edizione italiana da Carlo Croccolo per le parti parlate e da Virgilio Savona per quelle cantate) forniva tutte le voci, incluso l'angelo guardiano di Johnny (in italiano Sergio D'Alba).

#### Little Toot
Questo segmento di Clyde Geronimi, scritto da Bill Cottrell e Jesse Marsh si basa sulla storia omonima di Hardie Gramatky, in cui il protagonista del titolo, un piccolo rimorchiatore, vuole essere come suo padre Big Toot, ma non riesce a stare fuori dai guai. Le Andrews Sisters forniscono le parti cantate nella versione originale, mentre in quella italiana furono doppiate dal Quartetto Cetra.

#### Trees
Questo segmento è una recitazione del famoso poema di Joyce Kilmer eseguita da Fred Waring and the Pennsylvanians con l'impostazione lirica vista attraverso le stagioni.

#### Tutta colpa della samba
In questo penultimo segmento diretto da Clyde Geronimi, Paperino e José Carioca incontrano l'uccello Aracuan, che li introduce ai piaceri della samba. La musica è la polka del 1914 Apanhei-te, Cavaquinho di Ernesto Nazareth, dotata di testi in inglese. Cantano le Dinning Sisters, con l'organista Ethel Smith all'organo.

#### Pecos Bill
Il finale del film diretto da Clyde Geronimi, scritto da Ed Penner e Joe Rinaldi, parla del famoso eroe del Texas, allevato dai coyote, il più grande e miglior cowboy che sia mai vissuto. Raffigura anche il suo cavallo Sputafuoco, e racconta di come Pecos fu riportato sulla terra da una donna di nome Sue. Questa rivisitazione della storia è raccontata da Roy Rogers, Bob Nolan e i Sons of the Pioneers a Bobby Driscoll e Luana Patten. Nell'edizione italiana le canzoni su Pecos Bill furono cantate dal Quartetto Cetra, mentre "Blue Shadows on the Trail" fu lasciata in inglese.

## Distribuzione

### Data di uscita
Le date di uscita internazionali sono state:
- 27 maggio 1948 negli Stati Uniti d'America
- 2 luglio in Brasile (Cante Com Disney)
- 16 luglio in Argentina
- 4 maggio 1950 in Messico
- 30 gennaio 1951 nel Regno Unito
- 28 febbraio in Francia (Mélodie cocktail)
- 16 aprile in Svezia (Vilde Bill bjuder på fest)
- 6 giugno in Italia
- 25 ottobre in Belgio (Melodietijd) e nei Paesi Bassi
- 12 aprile 1952 in Portogallo (Tempo de Melodia)
- 3 agosto in Germania Ovest (Musik, Tanz und Rhythmus)
- 17 aprile 1953 in Finlandia (Säveltuokio)
- 16 marzo 1954 in Norvegia

### Edizioni home video

#### VHS
La prima edizione in VHS uscì in Italia nel novembre 1984, e venne ristampata pochi anni dopo. Sulla cover, basata sulle locandine d'epoca, il film era indicato col titolo Lo scrigno delle 7 perle. Questa prima edizione conteneva un ridoppiaggio, utilizzato anche nella messa in onda televisiva, nel quale tutte le canzoni vennero lasciate in lingua originale. La seconda edizione VHS uscì nel febbraio 1999. La terza e ultima edizione VHS uscì nel novembre 2003.

#### DVD
La prima edizione DVD del film uscì il 1º marzo 2004. Il film è la versione della VHS dell'anno prima. Il 4 novembre 2015 tornò ad essere disponibile all'interno della collezione Disney: I Classici.
Una curiosità: l'episodio Once Upon a Wintertime venne inserito come 2° segmento della videocasetta e DVD uscito nel gennaio 2003 Vacanze di Natale in Casa Disney.

## Accoglienza

### Incassi
Il film ha restituito i noleggi alla RKO Pictures nel 1951 di $ 2.560.000 con $ 1.810.000 generati negli Stati Uniti e in Canada.

### Critica
Al momento della sua uscita, il film ha ricevuto "recensioni generalmente sfavorevoli". Tuttavia, Disney Discourse: Producing the Magic Kingdom osserva che un articolo della rivista Time in quel periodo "celebrava la portata globale del prodotto Disney", e una recensione del 1948 per The News-Sentinel affermava che "il fascino e abilità" che ci si doveva aspettare dalla Disney è "intrattenimento delizioso" per tutti i bambini. Una recensione del 1948 del Los Angeles Times per il film diceva che gli "atti" Johnny Appleseed e Pecos Bill, a cui il "nuovo spettacolo di varietà di Walt Disney ha riservato un'attenzione speciale" sono "saghe umane" e di conseguenza "più accattivanti" rispetto al resto dei segmenti.
Una recensione del 1948 del Pittsburgh Post-Gazette affermava che il film era una "delizia visiva e uditiva" e aggiungeva che se la Disney fosse in grado di raggiungere gli altri sensi del suo pubblico, "non c'è dubbio che sarebbe in grado di accontentare anche loro". Dice che "una colonna sonora armoniosa e funzionale completa l'arte Disney". Diceva che Bumble Boogie "è tornato a una tecnica interpretativa simile alla fantasia". Nota anche che l'astrazione finisce dopo Trees e gli ultimi tre cortometraggi sono "story-sequences". Dice che la semplice storia di Johnny Appleseed è fatta con una "percezione commovente". Diceva che Little Toot "è destinata a diventare una favola del nostro tempo" e aggiunge "le Andrew Sisters raccontano la storia con un canto cadenzato". La recensione si è conclusa con l'autore che ha affermato che "i meritevoli riconoscimenti andranno a Walt Disney e a tutto il suo staff di produzione, nonché allo staff di cui ha usato anche le voci".
Le recensioni successive sono più contrastanti, notando i difetti del film, ma anche lodandolo per vari risultati tecnici.
Il film ha ricevuto un punteggio di 77,06 su 100 basato su 50 voti, sul sito Disney Movies Guide.
Jerry Beck considera il segmento "Blame It on the Samba" il miglior film Disney "Good Neighbor" che ci sia, affermando che "mi fa impazzire ogni volta che lo guardo". Lo storico del cinema JB Kaufman ha notato che il segmento è uno dei cult preferiti dai fan della Disney.

## Riconoscimenti
- 1948 - Mostra internazionale d'arte cinematografica
  - Premio internazionale per il miglior film d'animazione